# Siddur
Siddur, plural siddurim, är den judiska böneboken. Ordet siddur härstammar från ordet seder som på hebreiska betyder ordning. Innehållet täcker böner och välsignelser för livets alla tänkbara tillfällen. I Sverige är Siddur Avaudas Habaure (mer känd som Malmösiddurn) standardverk bland ortodoxa judar. Beroende på församlingens grad av ortodoxi läses bönerna ibland på svenska men för det mesta på hebreiska. Vissa böneböcker har parallelltext på såväl hebreiska som exempelvis svenska eller engelska.

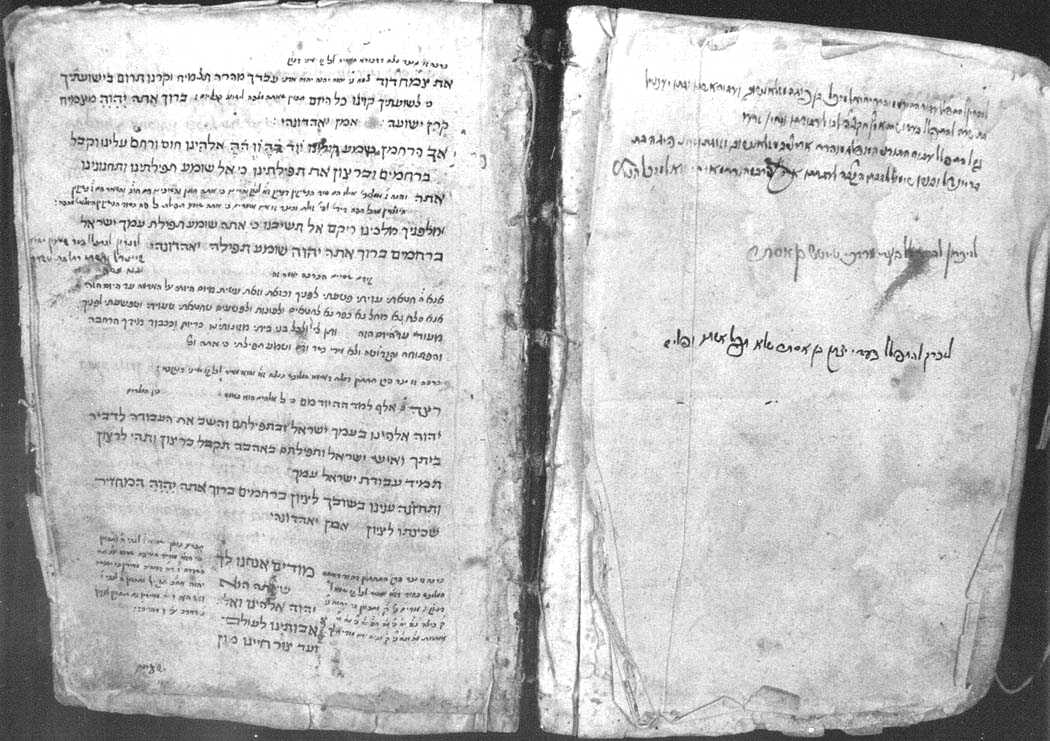
Uppslag ur en siddur

Sidduren innehåller förutom dagliga böner som av observanta judar läses varje dag böner i samband med högtider. Även för riter som relaterar till livscykeln, t.ex. födsel, bröllop och begravningar. En av de mest kända bönerna är amida (Även känd som shemonei esrei). Den innehåller arton stycken välsignelser och läses i sin helhet under den dagliga morgongudstjänsten shacharit och förekommer i en förkortad version under shabbat och dess gudstjänst i synagogan. Bönen kaddish är också central i den synagogala liturgin och läses flera gånger under en gudstjänst. Den är skriven på arameiska och fast den är en bön som läses till minne av de avlidna nämner den inte döden en endaste gång. Istället lovprisas och upphöjs Gud i denna bön. Ytterligare en bön som sjungs är Yigdal vilken bygger på Maimonides tretton trosartiklar.